# Emmanuel Ofei Ansah
Emmanuel Ofei Ansah (ur. 6 czerwca 1953) – ghański piłkarz grający na pozycji obrońcy. W swojej karierze grał w reprezentacji Ghany.

## Kariera klubowa
Swoją karierę piłkarską Ansah rozpoczął w klubie Hearts of Oak. Zadebiutował w nim w 1973 roku i grał w nim do 1986 roku. Sześciokrotnie wywalczył z nim mistrzostwo Ghany w sezonach 1973, 1976, 1978, 1979, 1984 i 1985 oraz zdobył cztery Puchary Ghany w sezonach 1973, 1974, 1979 i 1981. W latach 1986–1990 grał w Kumapim Stars, a w latach 1991-1993 w Okwawu United SC, w którym zakończył karierę.

## Kariera reprezentacyjna
W reprezentacji Ghany Ansah zadebiutował w 1977 roku. W 1978 roku powołano go do kadry na Puchar Narodów Afryki 1978. Wystąpił w nim w dwóch meczach: grupowym z Zambią (2:1) i finałowym z Ugandą (2:0). Z Ghaną wywalczył mistrzostwo Afryki.
W 1980 roku Ansah został powołany do kadry na Puchar Narodów Afryki 1980. Zagrał w nim w trzech meczach grupowych: z Algierią (0:0), z Gwineą (1:0) i z Marokiem (0:1). W kadrze narodowej grał do 1985 roku.